# Domenico Battaglia
Domenico Battaglia, né le 20 janvier 1963 à Satriano en Italie, est un prélat italien, archevêque de Naples depuis 2020. Il est créé cardinal par le pape François le 7 décembre 2024.

## Biographie

### Jeunesse et formation
Né le 20 janvier 1963 à Satriano, dans le sud de la péninsule italienne, il a suivi toute sa scolarité à Catanzaro et y est entré au séminaire. Ordonné prêtre le 6 février 1988, il est d’abord recteur du séminaire mineur de Catanzaro avant de s’occuper de plusieurs paroisses dans la capitale calabraise et de diriger le bureau diocésain pour la coopération missionnaire entre les Églises.
Dès 1992, il s’occupe parallèlement jusqu’en 2016 du «Centre calabrais de solidarité» dédié aux toxicodépendants tout étant, de 2000 à 2006, vice-président de la fondation d’assistance et de solidarité «Betania» de Catanzaro.

### Évêque
Le 24 juin 2016, il est nommé évêque de Cerreto Sannita-Telese-Sant’Agata de’ Goti. Il est le premier prêtre du diocèse depuis 1960 à devenir évêque. Il est ordonné évêque le 3 septembre 2016 par Vincenzo Bertolone et est installé comme tel le 2 octobre
Le 12 décembre 2020, il est nommé archevêque de Naples. Il est installé le 2 février 2021

### Cardinal
Le 4 novembre 2024, le pape François annonce le créer cardinal lors du consistoire prévu le 7 décembre 2024,. Il est créé avec le titre de cardinal-prêtre de San Marco in Agro Laurentino.
Le 11 janvier 2025, le pape le nomme membre de la Section pour la Première Évangélisation et les Nouvelles Églises Particulières du Dicastère pour l'évangélisation.